# Beschränkte Erbenhaftung
Die beschränkte Erbenhaftung ist ein Begriff aus dem Erbrecht. Sie wird auch als Nachlassbeschränkung bezeichnet.
Sofern im Erbfall unsicher ist, ob der Verstorbene verschuldet war oder wenn der Nachlass überschuldet ist, gibt es neben der Ausschlagung die Möglichkeit, die Haftung der Erben für Nachlassverbindlichkeiten mittels Nachlassverwaltung oder Nachlassinsolvenz auf den vorhandenen Nachlass zu beschränken (§ 1975, § 1990 BGB). In diesem Fall steht den Gläubigern des Verstorbenen für die Tilgung von dessen Verbindlichkeiten nur der vorhandene Nachlass zur Verfügung, auf das Vermögen des Erben darf nicht zugegriffen werden. Für Nachlasserbenschulden kann die Haftung nach den gesetzlichen Vorschriften nur beschränkt werden, wenn es sich um reine Nachlassverbindlichkeiten handelt. Ansonsten ist eine gesonderte Vereinbarung mit dem Gläubiger erforderlich.
Das österreichische Erbrecht regelt in §§ 802 ff. ABGB das Institut der bedingten Erbserklärung, d. h. Antritt der Erbschaft mit Vorbehalt der rechtlichen Wohltat des Inventariums (beneficium inventarii). Dies führt zu einer beschränkten Haftung des Erben.